# Communauté de communes du Sud-Ouest Amiénois
Die Communauté de communes du Sud-Ouest Amiénois war ein französischer Gemeindeverband mit der Rechtsform einer Communauté de communes im Département Somme in der Region Hauts-de-France. Sie wurde am 30. Juni 2004 gegründet und umfasste 63 Gemeinden. Der Verwaltungssitz befand sich im Ort Poix-de-Picardie.

## Historische Entwicklung
Am 1. Januar 2017 wurde der Gemeindeverband mit der
- Communauté de communes de la Région d’Oisemont und der
- Communauté de communes du Contynois

zur neuen Communauté de communes Somme Sud-Ouest zusammengeschlossen.

## Ehemalige Mitgliedsgemeinden
1. Airaines
2. Arguel
3. Aumont
4. Avelesges
5. Beaucamps-le-Jeune
6. Beaucamps-le-Vieux
7. Belloy-Saint-Léonard
8. Bergicourt
9. Bettembos
10. Blangy-sous-Poix
11. Bougainville
12. Briquemesnil-Floxicourt
13. Brocourt
14. Bussy-lès-Poix
15. Camps-en-Amiénois
16. Caulières
17. Courcelles-sous-Moyencourt
18. Croixrault
19. Dromesnil
20. Éplessier
21. Équennes-Éramecourt
22. Famechon
23. Fluy
24. Fourcigny
25. Fresnoy-au-Val
26. Fricamps
27. Gauville
28. Guizancourt
29. Hescamps
30. Hornoy-le-Bourg
31. Lachapelle
32. Lafresguimont-Saint-Martin
33. Laleu
34. Lamaronde
35. Le Quesne
36. Lignières-Châtelain
37. Liomer
38. Marlers
39. Meigneux
40. Méréaucourt
41. Méricourt-en-Vimeu
42. Métigny
43. Molliens-Dreuil
44. Montagne-Fayel
45. Morvillers-Saint-Saturnin
46. Moyencourt-lès-Poix
47. Neuville-Coppegueule
48. Offignies
49. Oissy
50. Poix-de-Picardie
51. Quesnoy-sur-Airaines
52. Quevauvillers
53. Riencourt
54. Saint-Aubin-Montenoy
55. Sainte-Segrée
56. Saint-Germain-sur-Bresle
57. Saulchoy-sous-Poix
58. Tailly
59. Thieulloy-l’Abbaye
60. Thieulloy-la-Ville
61. Villers-Campsart
62. Vraignes-lès-Hornoy
63. Warlus